# Olivier Blondel
Olivier Blondel (Mont-Saint-Aignan, 9 juli 1979) is een Frans voetbaldoelman die sinds 2012 voor de Franse eersteklasser Toulouse FC uitkomt. Voordien speelde hij onder meer voor Le Havre AC en Troyes AC.